# Alba (liturgično oblačilo)
Alba (iz latinskega albus, kar pomeni 'bela') je ohlapno belo oblačilo, dolgo do gležnjev in običajno opasano s cingulumom (vrsta pasu, včasih vrv, ki se uporablja pri samostanskih oblačilih, na primer pri frančiškanih in kapucinih). To je preprosta dolga bela platnena tunika, kakršne so uporabljali že stari Rimljani, zdaj pa se uporablja kot liturgično oblačilo rimskokatoliške, anglikanske, luteranske in metodistične cerkve.
Kot preprosto izvedenko navadnih oblačil rimskega imperija kot so bila v rabi v prvih stoletjih po Kristusu so albo zelo zgodaj sprejeli kristjani, predvsem pa duhovščina, za uporabo pri liturgiji. V zgodnji srednjeveški Evropi je albe običajno nosila tudi posvetna duhovščina v neliturgičnem kontekstu.
Dandanes je alba običajna za ministrante pri maši in drugih verskih obredih, tako tudi za duhovnike kot za laike, in se nosi nad talarjem ter pod drugimi posebnimi oblačili, kot so štola, dalmatika ali mašni plašč. Če alba ovratnika ne pokriva popolnoma, se pod njo pogosto nosi amikt. S krajšanjem alb sta nastali korokta ali koretlja, ki ju nosijo kanoniki in škofi. Posttridentinske albe so bile pogosto izvezene s čipkami. Od takrat ta podrobnost ni v več v modi, razen v delih anglo-katoliškega gibanja in nekaterih zelo tradicionalnih arabsko-katoliških župnijah.
Bela je barva vstalih in izvoljenih (Raz 7,13), zato lahko tudi albo označimo za 'krstno oblačilo'. Je tudi barva angelskih oblačil in oblačil tistih, ki so pred Božjim obličjem (Mt 28,2-3). 